# Псевдодзеркальний цифровий фотоапарат

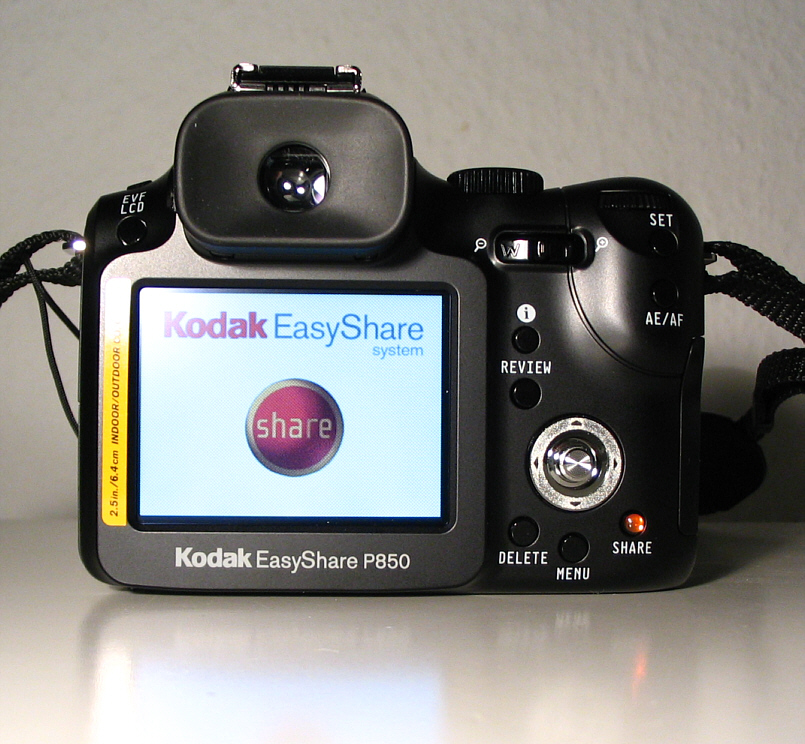
Електронний видошукач псевдодзеркального цифрового фотоапарата «Kodak P850»

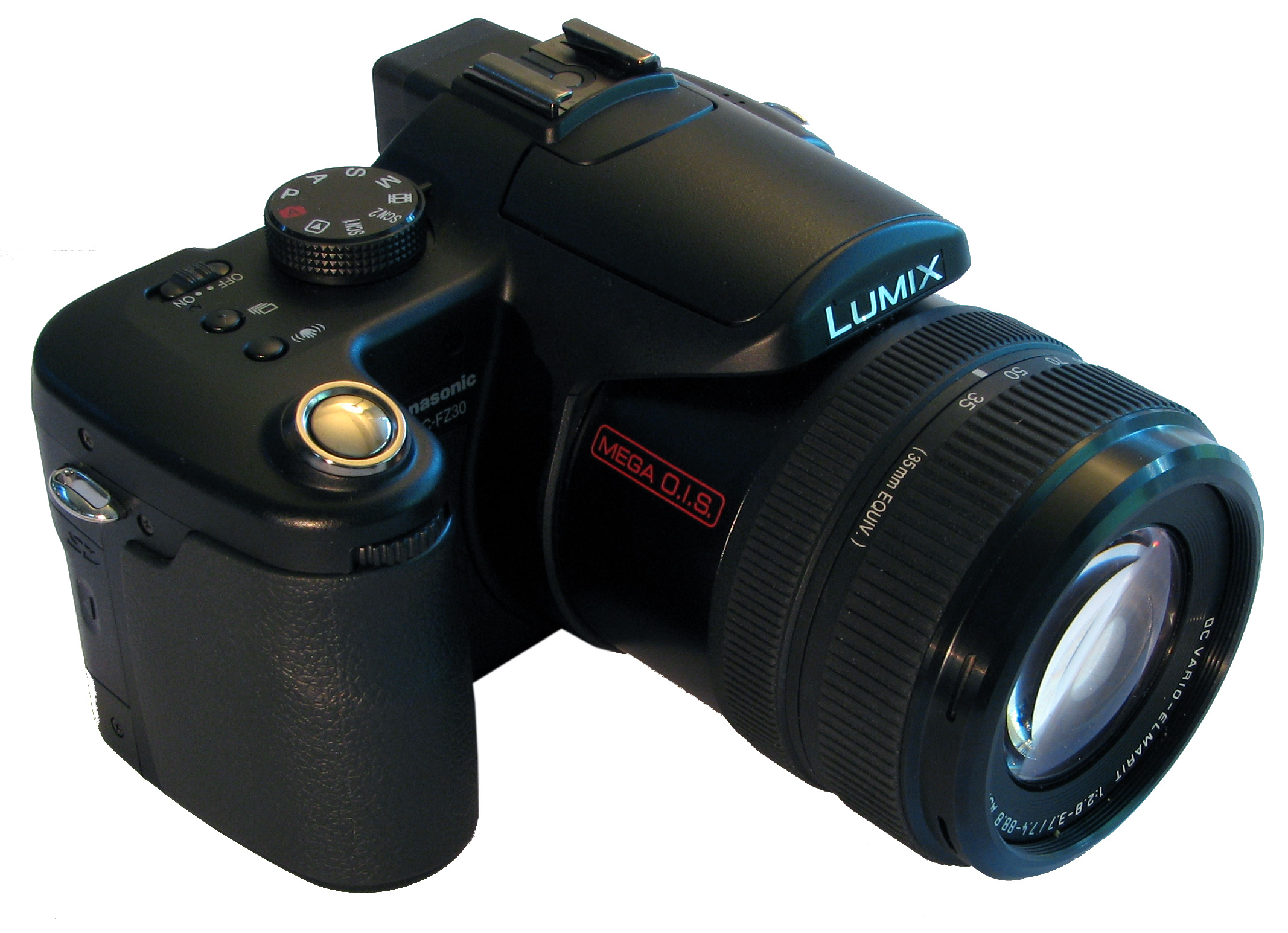
Псевдодзеркальний цифровий фотоапарат «Panasonic FZ-30» з незмінним об'єктивом

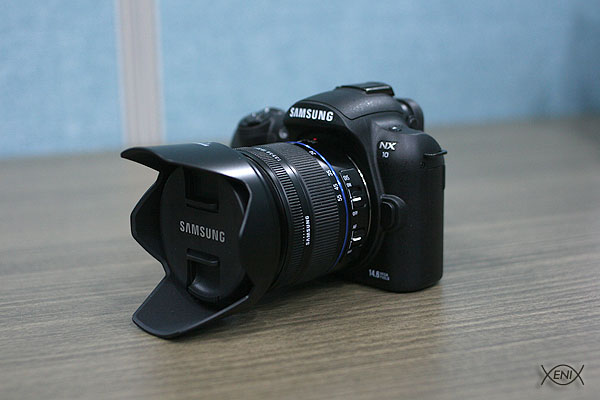
Псевдодзеркальний цифровий фотоапарат «Samsung NX10» зі змінним об'єктивом (байонет NX)

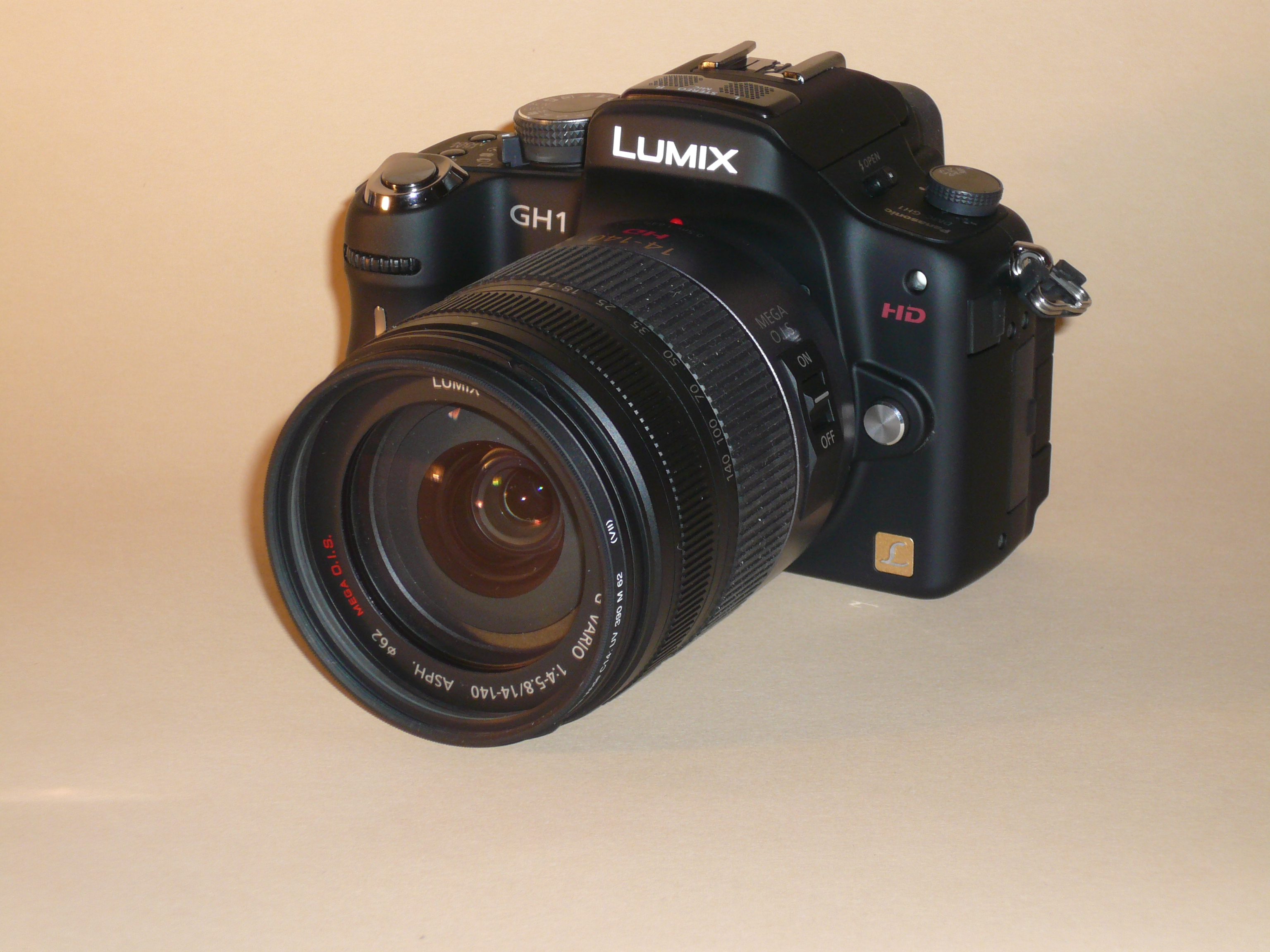
Псевдодзеркальний цифровий фотоапарат «Lumix GH1» зі змінним об'єктивом (байонет Мікро 4:3)

Псевдодзеркальний цифровий фотоапарат («псевдодзеркалка») — аматорський цифровий фотоапарат, який має крім електронного дисплея ще й електронний видошукач, що робить його зовні схожим на цифровий однооб'єктивний дзеркальний фотоапарат.
Псевдодзеркальний цифровий фотоапарат, однак, не має дзеркала, пентапризми та інших характерних елементів однооб'єктивних дзеркальних фотоапаратів. За принципом роботи такі апарати аналогічні компактним цифровим камерам. «Псевдозеркалки» мають цілий набір відмінностей від найрозповсюдженіших цифрових компактних камер, що дозволяють отримувати більш якісні фотознімки і підвищують зручність роботи.
Візування та кадрування в «псевдодзеркалці» проводиться або по дисплею або через електронний видошукач. Електронний видошукач для зручності роботи може забезпечуватися наочником і мати діоптрійну корекцію (для фотографів зі слабким зором).

## Подібності з компактними недзеркальних фотоапаратами
На псевдодзеркальних фотоапаратах звичайно:
- Незмінний, часто висувний об'єктив.
- Контрастний автофокус.
- Електронний видошукач володіє великою інерційністю, складно знімати «навскидку».
- Трансфокатор і ручне фокусування управляються кнопками на корпусі (менш зручно в порівнянні з дзеркальними камерами).
- Матриця працює (і, відповідно, споживає енергію батареї та гріється) не тільки при зйомці кадру, але і до/після роботи видошукача або РК-дисплея. Це негативно позначається на кількості шумів (зйомка на «гарячу» матрицю).
- Малий фізичний розмір матриці (за винятком окремих моделей, наприклад, «Sony Cyber-shot DSC-R1») зменшує загальні габарити камери, але і збільшує рівень шумів.
- Обойма для кріплення зовнішнього фотоспалаху може бути відсутньою..

## Подібності з дзеркальними фотоапаратами
- Як правило, достатньо якісна оптика. Фотоапарати з байонетом Мікро 4:3 і байонетом NX дозволяють використовувати змінні об'єктиви.
- Іноді управління трансфокатором і ручним фокусуванням винесено на кільця оправи об'єктиву.
- Найчастіше є підтримка формату RAW (у компактних камер це зустрічається зазвичай тільки в дорогих моделях).
- Наявність обойми з центральним синхроконтактом для підключення зовнішнього фотоспалаху.
- Можливість «дивитися в око» — тримати фотоапарат, спостерігаючи в окуляр збільшене і захищене від зовнішнього засвічення безпараллаксне зображення (не на фокусувальному екрані).